# Cymbidium omeiense
Cymbidium omeiense är en orkidéart som beskrevs av Ying Siang Wu och Sing Chi Chen. Cymbidium omeiense ingår i släktet Cymbidium, och familjen orkidéer. Inga underarter finns listade i Catalogue of Life.